# وادي دربات

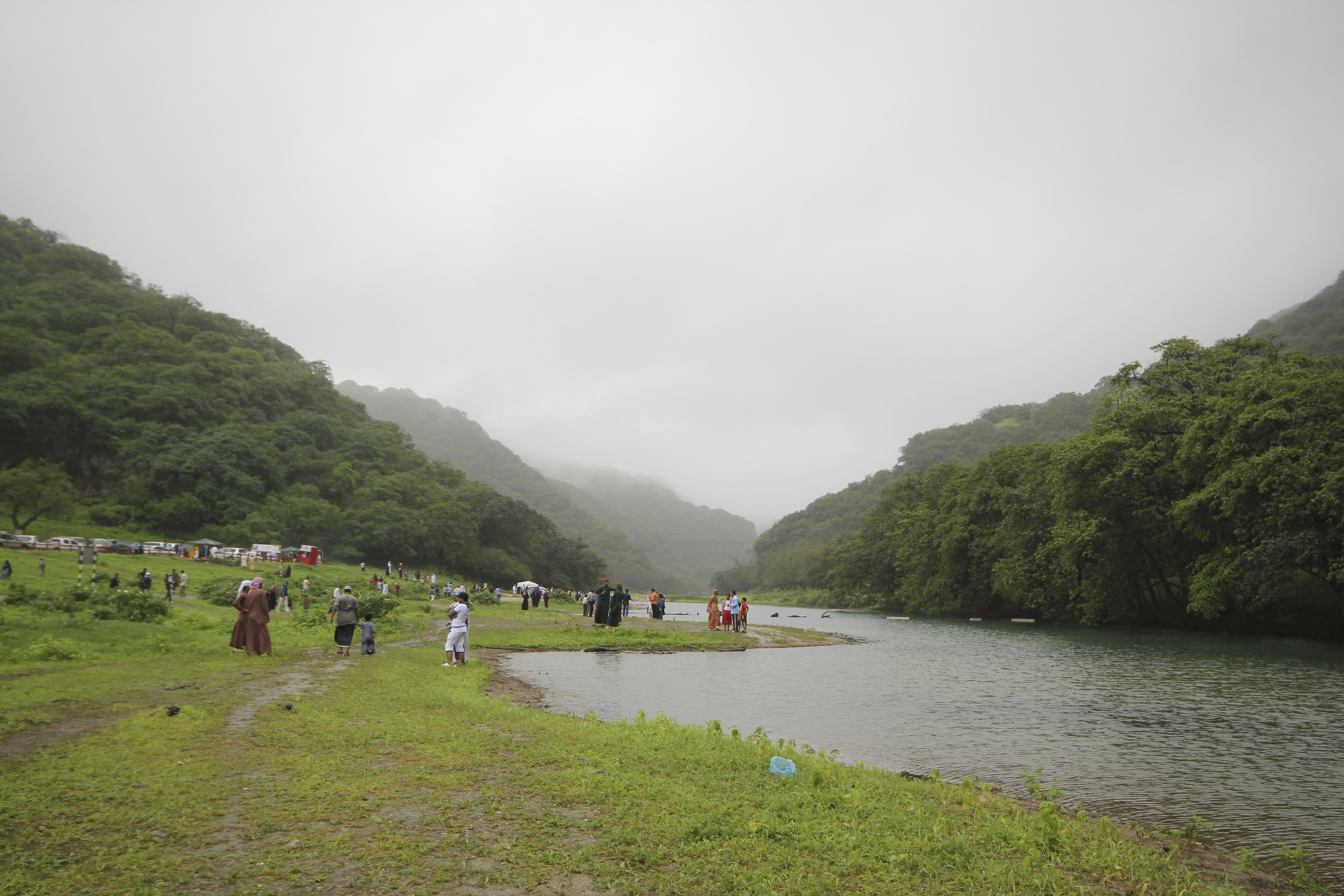
وادي دربات

وادي دربات يقع في ولاية طاقة بمحافظة ظفار ويعد حديقة طبيعية تحوي شلالات وبحيرات وجبال وكهوف كما يوجد بها الحيوانات البرية والمناطق الخضراء الخصبة.

## الموقع
يقع وادي دربات فيمحافظة ظفار، وبالتحديد إلى الشرق من ولاية طاقة على مسافة 7 كم. ويكوّن الوادي مساره بين التلال والهضاب إلى أن يصل إلى خور روري، حيث يصبّ في بحر العرب.

## شلال الخريف
هناك شلال موسمي يبلغ ارتفاعه 100 متراً لا يجري إلا بعد هطول أمطار غزيرة. يشق الوادي طريقه بين التلال والهضاب إلى أن يصب في بحر العرب. وفي موسم الخريف تتحول مياه الوادي المنحدرة من الجبال إلى شلالات تتساقط من ارتفاع عشرات الأمتار. يمتاز الوادي بطبيعة بكر وبغطاء نباتي كثيف، إضافة إلى عين طبيعية وعدد من الكهوف. وقد تبين أن غرف كهف طيق المملوءة بالماء مصدرها مياه الوادي. أفضل الأوقات لزيارة هذا الموقع هو من بداية شهر يوليو وحتى نهاية شهر سبتمبر من كل عام.
ويجذب جريان شلال وادي دربات، والذي يُسمى "جعفر" السياح أثناء جريانه واتصاله بخور روري وميناء سمهرم التاريخي.

## الحياة البرية
المسطحات الخضراء والحدائق والبساتين والحقول الوارفة المورقة بعشرات الأنواع من الأشجار والشجيرات. أبرزها وأكثر انتشارًا شجر السدر، كما يتقاطع مع تلك الوفرة الخضراء الممرات المائية والبحيرات الطبيعية. كما تتفجر خلالها العيون المتدفقة.